# Halichoeres solorensis
Halichoeres solorensis es una especie de peces de la familia Labridae en el orden de los Perciformes.

## Morfología
Los machos pueden llegar alcanzar los 18 cm de longitud total.

## Distribución geográfica
Se encuentra en el Pacífico occidental.